# Боттануко
Боттануко (итал. Bottanuco) — коммуна в Италии, находится в регионе Ломбардия, подчиняется административному центру Бергамо.
Население составляет 4568 человек, плотность населения составляет 914 чел./км². Занимает площадь 5 км². Почтовый индекс — 24040. Телефонный код — 035.
Покровителем коммуны почитается святой Виктор Мавр, празднование 8 мая.